# Agustín Caloca Cortés
Agustín Caloca Cortés (Zacatecas, 5 de mayo de 1898 - m. Colotlán, Jalisco, 25 de mayo de 1927) es un sacerdote y mártir mexicano de la iglesia católica. La Iglesia católica lo venera como santo tras ser canonizado por Juan Pablo II el 21 de mayo de 2000.

## Historia
Agustín Caloca, nacido en Zacatecas en 1898. Fue hijo de Eduviges Caloca, medio hermano de Manuel Caloca Castañeda, y de Plutarca Cortés.  
Un día del mes de mayo de 1927 llegó hasta el Seminario auxiliar de Nuestra Señora de Guadalupe la noticia de que soldados de la federación se encontraban casi a la entrada de Totatiche. 
Agustín Caloca, prefecto del Seminario, dio la orden de que los alumnos abandonaran rápidamente el plantel y se dispersaran para pasar como vecinos ordinarios del pueblo. Él se quedó al último para evitar hasta donde fuera posible la apariencia de una casa de estudio para seminaristas.

## Relato
Según relato de P. Rafael Haro Llamas, testigo de la captura del Padre Caloca: 

“Me dijo a mí que lo esperara, que en seguida saldríamos él y yo; me correspondía acompañarlo, tanto en mi calidad de seminarista, alumno entonces del cuarto año, como por estar hospedado en su casa y todavía más, en mi calidad de coterráneo”.
Cuando salieron del lugar el tema de conversación dejó sentir una fuerza volcánica contenida en el pecho del padre:
- Jesús, víctima inocente, quiere víctimas voluntarias para que se dé gloria a Dios y se pague por tantos sacrilegios y tanta maldad.
Su voz clara, precisa y serena me infundió seguridad y confianza, tanto que por un momento olvidé mi condición de fugitivo.
- Ojalá nos aceptara a nosotros. -continuó el padre-.
Yo no supe qué decirle; me reconocí pequeño y miserable para volar tan alto. El padre advirtió mis titubeos y quiso mostrarse comprensivo al agregar:
- Es natural que se sienta miedo, pero si Jesús sufrió angustia, tristeza y pavor en el Huerto, sabe infundir ciertamente alegría y valor para morir por Él.
“El padre se dio cuenta del miedo que seguramente se traducía en mis monosílabos, en mi semblante desencajado, en la carrera precipitada entre el pedregal del camino, a pesar de la carga me dijo “No te preocupes, a ti no te pasará nada”.
“Recuerdo aquella tranquilizadora afirmación del Padre y pienso que la protección que me alcanzó de Dios tuvo un valor casi milagroso. ¿Por qué si íbamos los dos por el mismo camino, la tropa de soldados sólo lo vio a él?”

. 
Camino al rancho de Santa María, aprovechando una pendiente, Agustín Caloca envío al joven Haro a buscar una piedra grande para esconder los libros y sobre ello el Presbítero relata:

“En esos momentos se empezaron a oír gritos dispersos allá abajo, en el valle, y entre los árboles se veía la federación que pasaba en precipitada carrera persiguiendo a los soldados de Cristo Rey.
En el instinto de ocultarme busqué el tronco de una pobre encina, raquítica y chaparra, mientras pasaron los soldados; luego subí de prisa para reunirme con el padre, pero al subir no vi ya a nadie; el camino había quedado solo; busqué para un lado y para otro en ansiedad y amargura, llamé, recorrí todas las cercanías del sitio pero no encontré al padre”

.

## Martirio
Apresado por órdenes del general de brigada Francisco Goñi, en calidad de prisionero fue trasladado a Totatiche, donde no tardó en ser acompañado por su párroco, don Cristóbal Magallanes que había sido maestro de Agustín en el Seminario. 
Por su juventud se ofreció al Padre Caloca dejarlo en libertad, pero declinó la propuesta a menos que también liberaran al señor Cura Magallanes. Como esta petición fue negada y ante la inminencia de la muerte Agustín solo pudo expresar: Nosotros, por Dios vivimos y por Él morimos. 
Cuando Agustín vio las bocas de los rifles apuntando hacia él, sus nervios destrozados lo hicieron dar unos pasos hacia el frente, intentando escapar. El jefe del pelotón le salió al encuentro, golpeándole el rostro con una pistola. 
Consumada la ejecución, los cadáveres fueron inhumados en el Panteón de Guadalupe en esa población. Cuando fueron exhumados, en agosto de 1933, el corazón se encontró incorrupto. 
Sus restos descansan con respeto y veneración en la Parroquia  de San Juan Bautista de El Teúl. 
La conducta de Caloca era intachable, sana y alegre; humilde en su modo de ser y de obrar, piadoso y devoto